# Referendum o Evropské unii

Vlajka EU

Toto je seznam referend týkajících se Evropské unie.

## Referenda o evropských smlouvách
|             | Stát        | Předmět                     | Datum      | Ano     | Ne      | Účast   | Důsledky                                                                               |
| ----------- | ----------- | --------------------------- | ---------- | ------- | ------- | ------- | -------------------------------------------------------------------------------------- |
| Dánsko      | Dánsko      | Jednotný evropský akt       | 1986-02-26 | 56,24 % | 43,76 % | 75,39 % | Ratifikace smlouvy, která vstoupila v platnost 1987-07-01.                             |
| Irsko       | Irsko       | Jednotný evropský akt       | 1987-05-26 | 69,92 % | 30,08 % | 44,09 % | Ratifikace smlouvy, která vstoupila v platnost 1987-07-01.                             |
| Dánsko      | Dánsko      | Maastrichtská smlouva       | 1992-06-02 | 47,93 % | 52,08 % | 82,9 %  | Čtyři výjimky udělené Dánsku a konání opakovaného referenda 1993-05-18.                |
| Irsko       | Irsko       | Maastrichtská smlouva       | 1992-06-19 | 69,05 % | 30,95 % | 57,31 % | Ratifikace smlouvy, která vstoupila v platnost 1993-11-01.                             |
| Francie     | Francie     | Maastrichtská smlouva       | 1992-09-20 | 51,02 % | 48,95 % | 69,69 % | Ratifikace smlouvy, která vstoupila v platnost 1993-11-01.                             |
| Dánsko      | Dánsko      | Maastrichtská smlouva       | 1993-05-18 | 56,77 % | 43,23 % | 85,5 %  | Ratifikace smlouvy, která vstoupila v platnost 1993-11-01.                             |
| Irsko       | Irsko       | Amsterodamská smlouva       | 1998-05-22 | 61,74 % | 38,26 % | 56,26 % | Ratifikace smlouvy, která vstoupila v platnost 1999-05-01.                             |
| Dánsko      | Dánsko      | Amsterodamská smlouva       | 1998-05-28 | 55,1 %  | 44,9 %  | 76,24 % | Ratifikace smlouvy, která vstoupila v platnost 1999-05-01.                             |
| Irsko       | Irsko       | Smlouva z Nice              | 2001-06-07 | 46,13 % | 53,87 % | 34,79 % | Záruky irské neutrality a konání opakovaného referenda 2002-10-19.                     |
| Irsko       | Irsko       | Smlouva z Nice              | 2002-10-19 | 62,89 % | 37,11 % | 49,47 % | Ratifikace smlouvy, která vstoupila v platnost 2003-02-01.                             |
| Španělsko   | Španělsko   | Smlouva o Ústavě pro Evropu | 2005-02-20 | 76,23 % | 17,24 % | 42,32 % | Ratifikace smlouvy, která však byla posléze opuštěna a nahrazena Lisabonskou smlouvou. |
| Francie     | Francie     | Smlouva o Ústavě pro Evropu | 2005-05-29 | 45,3 %  | 54,7 %  | 69 %    | Odmítnutí smlouvy, která byla posléze opuštěna a nahrazena Lisabonskou smlouvou.       |
| Nizozemsko  | Nizozemsko  | Smlouva o Ústavě pro Evropu | 2005-06-01 | 38,4 %  | 61,6 %  | 62 %    | Odmítnutí smlouvy, která byla posléze opuštěna a nahrazena Lisabonskou smlouvou.       |
| Lucembursko | Lucembursko | Smlouva o Ústavě pro Evropu | 2005-07-10 | 56,52 % | 43,48 % | 90 %    | Ratifikace smlouvy, která však byla posléze opuštěna a nahrazena Lisabonskou smlouvou. |
| Irsko       | Irsko       | Lisabonská smlouva          | 2008-06-12 | 46,6 %  | 53,4 %  | 53,13 % | Dodatečné záruky pro Irsko a konání opakovaného referenda 2009-10-02.                  |
| Irsko       | Irsko       | Lisabonská smlouva          | 2009-10-02 | 67,13 % | 32,87 % | 59 %    | Ratifikace smlouvy, která vstoupila v platnost 2009-12-01.                             |

### Referenda o smlouvách týkajících se EU
|       | Stát  | Předmět                   | Datum      | Ano     | Ne      | Účast   | Důsledky              |
| ----- | ----- | ------------------------- | ---------- | ------- | ------- | ------- | --------------------- |
| Irsko | Irsko | Evropský fiskální kompakt | 2012-05-31 | 60,37 % | 39,63 % | 50,53 % | Smlouva ratifikována. |

## Referenda o členství
|                    | Stát               | Předmět                              | Datum      | Ano     | Ne      | Účast   | Důsledky                                                                                |
| ------------------ | ------------------ | ------------------------------------ | ---------- | ------- | ------- | ------- | --------------------------------------------------------------------------------------- |
| Francie            | Francie            | Rozšíření ES                         | 1972-04-23 | 68,28 % | 31,72 % | 60,27 % | Schválení možnosti rozšiřovat Společenství o nové země.                                 |
| Irsko              | Irsko              | Členství v Evropských společenstvích | 1972-05-10 | 83,1 %  | 16,9 %  | 70,88 % | Schválení přistoupení do ES, do kterého vstoupilo 1973-01-01.                           |
| Norsko             | Norsko             | Členství v Evropských společenstvích | 1972-09-25 | 46,5 %  | 53,5 %  | 79,2 %  | Odmítnutí přistoupení do ES k 1973-01-01.                                               |
| Dánsko             | Dánsko             | Členství v Evropských společenstvích | 1972-10-02 | 63,29 % | 36,71 % | 90,14 % | Schválení přistoupení do ES, do kterého vstoupilo 1973-01-01.                           |
| Spojené království | Spojené království | Pokračování britského členství v ES  | 1975-06-05 | 67,23 % | 32,77 % | 64,03 % | Spojené království zůstalo členem Evropských společenství.                              |
| Grónsko            | Grónsko            | Pokračování grónského členství v ES  | 1982-02-23 | 47 %    | 53 %    | 74,9 %  | Grónsko opouští ES, ale zůstává součástí Dánska.                                        |
| Rakousko           | Rakousko           | Členství v Evropské unii             | 1994-06-12 | 66,58 % | 33,42 % | 82,35 % | Schválení přistoupení do EU, do které vstoupilo 1995-01-01.                             |
| Finsko             | Finsko             | Členství v Evropské unii             | 1994-10-16 | 56,88 % | 43,12 % | 70,4 %  | Schválení přistoupení do EU, do které vstoupilo 1995-01-01.                             |
| Švédsko            | Švédsko            | Členství v Evropské unii             | 1994-11-13 | 52,3 %  | 47,26 % | 83,32 % | Schválení přistoupení do EU, do které vstoupilo 1995-01-01.                             |
| Alandy             | Alandy             | Členství v Evropské unii             | 1994-11-20 | 73,7 %  | 26,3 %  | 49 %    | Alandy jako součást Finska vstupují do EU 1995-01-01.                                   |
| Norsko             | Norsko             | Členství v Evropské unii             | 1994-11-28 | 47,8 %  | 52,2 %  | 89 %    | Odmítnutí vstupu do EU k datu 1995-01-01.                                               |
| Malta              | Malta              | Členství v Evropské unii             | 2003-03-08 | 53,65 % | 46,35 % | 90,86 % | Schválení přistoupení do EU, do které vstoupila 2004-05-01.                             |
| Slovinsko          | Slovinsko          | Členství v Evropské unii             | 2003-03-23 | 89,61 % | 10,39 % | 60,29 % | Schválení přistoupení do EU, do které vstoupilo 2004-05-01.                             |
| Maďarsko           | Maďarsko           | Členství v Evropské unii             | 2003-04-12 | 83,75 % | 16,25 % | 45,62 % | Schválení přistoupení do EU, do které vstoupilo 2004-05-01.                             |
| Litva              | Litva              | Členství v Evropské unii             | 2003-05-11 | 90,97 % | 9,03 %  | 55,92 % | Schválení přistoupení do EU, do které vstoupila 2004-05-01.                             |
| Slovensko          | Slovensko          | Členství v Evropské unii             | 2003-05-17 | 93,46 % | 6,2 %   | 52,15 % | Schválení přistoupení do EU, do které vstoupilo 2004-05-01.                             |
| Polsko             | Polsko             | Členství v Evropské unii             | 2003-06-08 | 77,45 % | 22,55 % | 58,85 % | Schválení přistoupení do EU, do které vstoupilo 2004-05-01.                             |
| Česko              | Česko              | Členství v Evropské unii             | 2003-06-14 | 77,33 % | 22,67 % | 55,21 % | Schválení přistoupení do EU, do které vstoupilo 2004-05-01.                             |
| Estonsko           | Estonsko           | Členství v Evropské unii             | 2003-09-14 | 66,83 % | 33,17 % | 64,06 % | Schválení přistoupení do EU, do které vstoupilo 2004-05-01.                             |
| Lotyšsko           | Lotyšsko           | Členství v Evropské unii             | 2003-09-20 | 67 %    | 32,3 %  | 72,5 %  | Schválení přistoupení do EU, do které vstoupilo 2004-05-01.                             |
| Chorvatsko         | Chorvatsko         | Členství v Evropské unii             | 2012-01-22 | 66,67 % | 33,33 % | 43,51 % | Schválení přistoupení do EU, do které vstoupilo 2013-07-01.                             |
| San Marino         | San Marino         | Členství v Evropské unii             | 2013-10-20 | 50,28 % | 49,72 % | 43,39 % | Referendum nebylo kvůli nízké účasti platné, San Marino neusiluje o plné členství v EU. |
| Spojené království | Spojené království | Pokračování britského členství v EU  | 2016-06-23 | 48,11 % | 51,89 % | 72,21 % | Spojené království zahajuje proces opuštění EU.                                         |

## Referenda o euru
|         | Stát    | Předmět       | Datum      | Ano     | Ne      | Účast   | Důsledky                                                     |
| ------- | ------- | ------------- | ---------- | ------- | ------- | ------- | ------------------------------------------------------------ |
| Dánsko  | Dánsko  | Zavedení eura | 2000-09-28 | 46,87 % | 53,13 % | 87,80 % | Udržení výjimky ze třetí fáze EMU a odmítnutí zavedení eura. |
| Švédsko | Švédsko | Zavedení eura | 2003-09-14 | 42,00 % | 55,88 % | 82,60 % | Odmítnutí vstupu do ERM II a zavedení eura.                  |

## Ostatní referenda
|        | Stát   | Předmět                                       | Datum      | Ano     | Ne      | Účast   | Důsledky                                                                |
| ------ | ------ | --------------------------------------------- | ---------- | ------- | ------- | ------- | ----------------------------------------------------------------------- |
| Itálie | Itálie | Efektivní unie                                | 1989-06-18 | 88,06 % | 11,94 % | 85,40 % | Nezávazné referendum projevující vůli k pokračování evropské integrace. |
| Dánsko | Dánsko | Účast v prostoru svobody, bezpečnosti a práva | 2015-12-03 | 46,89 % | 53,11 % | 72,00 % | Ponechání dánských výjimek v oblasti svobody, bezpečnosti a práva.      |